# 영양고등학교
영양고등학교(英陽高等學校)는 대한민국 경상북도 영양군 영양읍 서부리에 있는 공립 고등학교이다.

## 학교 연혁
- 1946년 10월 3일 : 영양중학교 설립인가
- 1946년 11월 25일 : 초대 신한균 교장 취임(중)
- 1946년 12월 1일 : 중학교 개교식
- 1953년 4월 1일 : 영양고등학교 설립인가
- 1953년 5월 15일 : 고등학교 개교식
- 1953년 7월 24일 : 초대 신한균 교장 취임(고)
- 1996년 3월 1일 : 자율학교 지정
- 1999년 7월 8일 : 농촌 지역 중심학교 준공식
- 2008년 7월 31일 : 학교 인조잔디운동장 개장
- 2008년 8월 27일 : 기숙형 공립고등학교로 지정
- 2013년 6월 1일 : 교과교실제(선진형) 준공
- 2014년 3월 1일 : 경상북도교육청 지정 디지털교과서 정책 연구학교
- 2014년 3월 3일 : 경상북도교육청 지정 교원평가 연구학교
- 2020년 12월 9일 : 고교학점제 선도학교 선정
- 2022년 2월 26일 : 영역단위 공간혁신 사업 준공
- 2023년 3월 1일 : 제29대 최병국 교장 취임
- 2024년 1월 8일 : 제76회(중학교) 졸업(총 졸업생 수 중학교 11,826명)
- 2024년 1월 8일 : 제69회(고등학교) 졸업(총 졸업생 수 고등학교 7,721명)

## 참고 자료
- 영양고등학교 - 한국교육학술정보원 학교알리미